# Matti Honka
Matti Honka (né le 28 décembre 1713 à Kokkola – mort le 18 mai 1777 à Kokkola) est un bâtisseur d’églises finlandais.

## Biographie
Dans le village de Vitsari, dont il est originaire, Honka est aussi connu sous le nom suédois Matts Johansson Lillhonga. 
Ses parents sont Johan Lillhonga et Brita Antintytär.

## Églises conçues par Honka
| Bâtiment                  | Ville      | Image | Construction |
| ------------------------- | ---------- | ----- | ------------ |
| Église d'Haukipudas       | Haukipudas |       | 1762         |
| Église de Nedervetil      | Kronoby    |       | 1754         |
| Église d'Oulainen (fi)    | Oulainen   |       | 1753         |
| Église de Paavola (fi)    | Siikajoki  |       | 1756         |
| Église de Kiiminki (fi)   | Kiiminki   |       | 1760         |
| Église de Kannus (fi)     | Kannus     |       | 1761         |
| Église d'Ilmajoki         | Ilmajoki   |       | 1766         |
| Église de Lappajärvi (fi) | Lappajärvi |       |              |
| Église de Lohtaja (fi)    | Lohtaja    |       |              |
| Église d'Esse (fi)        | Esse       |       |              |
| Église de Terjärvi (fi)   | Terjärvi   |       | 1774         |

## Clochers conçus par Honka
- Clocher de l’église d'Ähtävä
- Clocher de l’église d'Ilmajoki
- Clocher de l’église de Närpes
- Clocher de l’église d'Isokyrö